# Palacio de los Mercader
La casa Berenguer Mercader se sitúa en Valencia en la Calle Caballeros (Valencia), 26 ,el dueño de dicha casa era el señor Berenguer Mercader (nació en 1471 y murió en 1512) hijo del notario Joan Mercader y Gomis era de una familia que se afincó en Valencia tras el Repartiment, procedente de la Gran Bretaña. También era señor de las baronías de Buñol y Cheste. Mercader era camarero de Alfonso el Magnánimo y embajador suyo en Castilla, consejero del niño Juan (futuro Juan II) cuando era lugarteniente general de Valencia y gobernador general de Valencia en varias ocasiones, formó parte de embajadas reales, desde Nápoles, en Milán y en Florencia en la corte, entre otros.

## Historia
El alcalde general de Valencia, reunía ya mayor en su casa una tertulia literaria, casi familiar, reflejada en el Parlamento en casa de Berenguer Mercader de Joan Roís de Corella, de la cual podemos leer el siguiente fragmento:
parlament o col·lació que s'esdevenc en casa de Berenguer mercader entre alguns hòmens d'estat de la ciutat de València, los quals ordenaren les historials poesies següents, ço és, cascú la sua en son elegant estil per la celsitud transcendent de la senyora de les ciències, sacra Teologia, davallant, ab delitós estudi, en los florits e verds camps d'afable poesia, llevant les àncores de pereós oci, lleíxats los prats de reposat silenci, estendré les càndides veles, ab plaent exercici, en les baixes antenes de vulgar poesia. A la tempestuosa mar de Venus la proa de ma escriptura endreçant, descriuré naufraigs d'aquells qui, en ella follament navegant, dolorosa e miserable fi prenen. Mas, perquè el meu despoblat entendre, a descriure ensems e trobar, per nova ínvenció, no basta, sols recitaré un parlament que, pocs dies passats, entre alguns hòmens d'estat esdevenc; los noms dels quals recitant l'alt e gentil estil de tan ben raonades proses, seria a la sua ínclita fama haver enveja e a verdadera amistat girar les espatles.
Roís de Corella, J. Parlament en casa de Berenguer Mercader: Pág.137
Además, también podemos obtener información haciéndonos servir de uno de los Diálogos de Joan Lluís Vives, el cual habla del paseo que realiza con los amigos en la calle Caballeros, cerca del actual edificio de la Generalitat.
CENTELLES.- Anem a passeig: tinc un increïble desig de reveure la meva ciutat nativa, que fa tant de temps que no he vist.
BORJA.- Prenguem les mules per passejar amb major comoditat i amb més senyoriu.
CENTELLES.- Un senyoriu que no val un petar de dits.
BORJA.- Jo tampoc, si vols que et sigui franc, mouria la mà pel senyoriu de què parles, i no sé per quin motiu l'hem de voler donar a les nostres persones.
CABANILLES.-Tens raó: som tres, i en els carrers estrets, amb la gentada ens separaríem els uns dels altres, i per aquest motiu hauríem d'interrompre la nostra conversa, o que un de nosaltres no entengués moltes coses.
BORJA.- Està bé, m'hi conformo: anem a peu. Entrem per aquest carreró a la plaça dels Penyaroja.
CENTELLES.- Molt bé, i d'allí, pel carrer dels Manyans al dels Pastissers i al mercat, o plaça de les Fruites.
BORJA.- Per que no «de les Cols»
CENTELLES.- Tot és u, qui és amador de cols, en diu «de les Cols»; qui de la fruita, «de les Fruites». Quina plaça més gran! Quina distribució de marxants i exposició de coses per a vendre! Quina fragància dels fruits! Quina varietat, bellesa i pulcritud! Impossible imaginar uns horts semblants a aqueixa plaça, i quanta cura dels nostres edils i de llurs dependents perquè el comprador no sigui burlat! Aquell que veieu en la seva mula, no és Honorat Joan?
CABANILLES.- No ho crec pas. Un dels meus minyons, que fa poc li ha parlat, l'ha deixat retirant-se a la seva biblioteca. Si ell sabés que som ací nosaltres dos, no dubto que hauria vingut preferint les nostres facècies als seus estudis seriosos.
BORJA.- Bé, acaba d'explicar aquelles regles.
CENTELLES.- Fugim d'aqueixa gernació i per la plaça de la Mare de Déu de la Mercè anem al carrer del Fumeral i al de Sant Agustí, on hi ha menor freqüentació.
CABANILLES.- No convé allunyar-nos tant del cos de la ciutat. Pugem més aviat pel carrer de la Bosseria cap al Tossal i d'allí al carrer dels Cavallers, on veurem el vostre palau dels Centelles, les parets del qual deuen plorar encara l'heroic comte d'Oliva.
BORJA.- O bé, havent ja plorat el seu dol, es congratulen que un jove distingit com tu hagi heretat un tan il·lustre ancià.
CENTELLES. - Quim goig el meu de veure la cort, i els quatre tribunals, el del governador de la ciutat, que sembla ser patrimoni dels Cabanilles: el civil, el criminal i el de tres-cents sous! Quins ediﬁcis! Quina faç de ciutat!
Vives i March, J. Diàlegs. Págs (193-196)
Otro de los textos que habla sobre la calle Caballeros es una estrofa de "Alenar" de Maria del Mar Bonet, un fragmento de “Los secretos de Meissen”, de Jo sep Palomero que describe la estructura de los palacios de la calle y un pasaje de Es el amor que mueve el cielo y las estrellas, de Antònia Carré Pons que recrea el ambiente que debía de flotar en la tertulia.

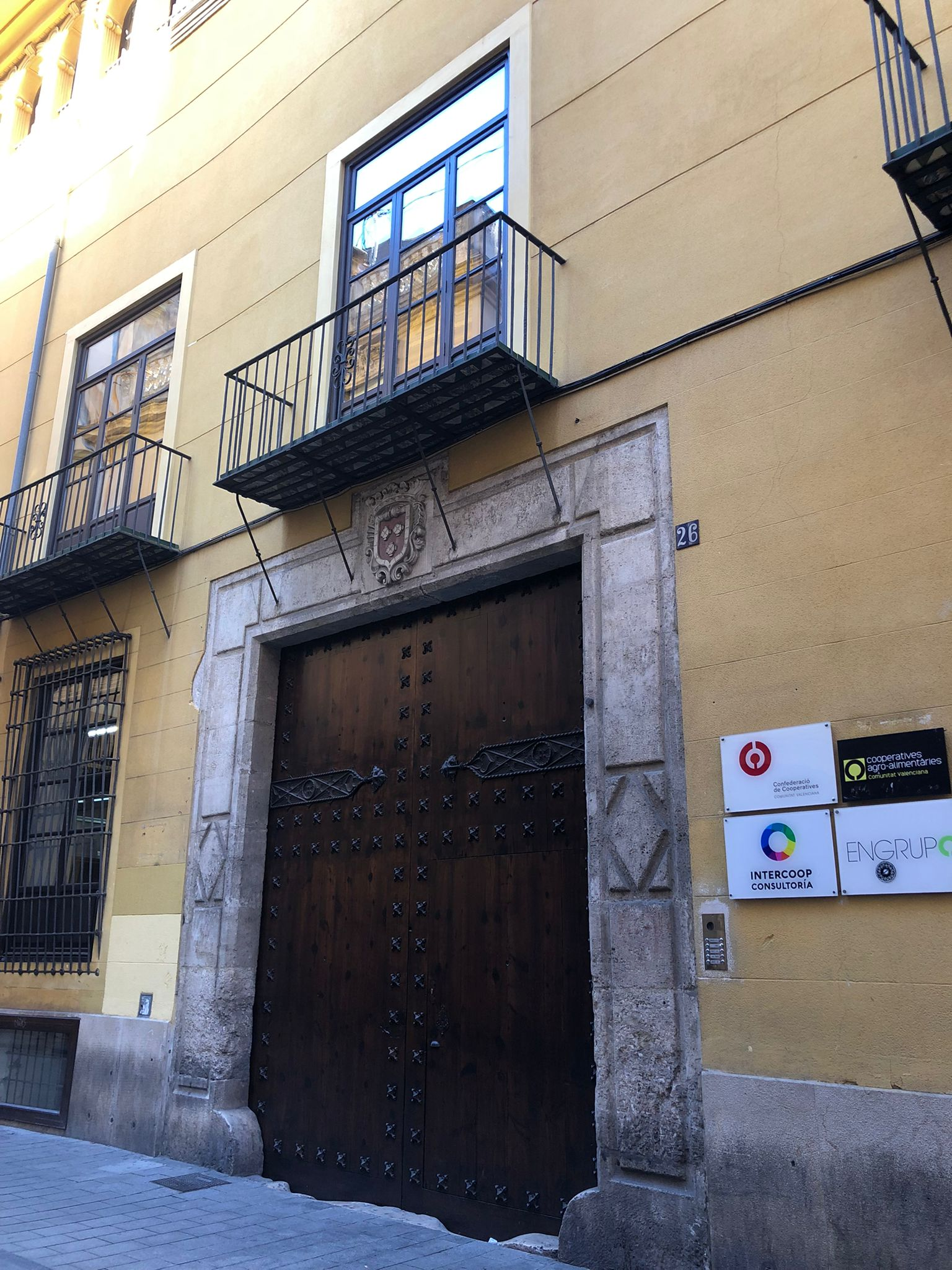
Puerta del Palacio de los Mercader

## Descripción
Como ya se ha mencionado anteriormente, en esta calle se encuentra la casa de Berenguer Mercader. Dicha casa es de origen gótico (finales siglo XIV o principios del XV), aunque su actual aspecto refleja las reformas sufridas en el siglo XVIII. La única fachada visible se puede observar en la calle Caballeros, su entrada se realiza por una gran puerta adintelada que da paso a un patio central. Este patio está definido por arcos y al fondo del mismo se abre un jardín. Es el único palacio de esta calle que dispone de jardín en su interior. A los pisos altos podemos acceder por una escalera de estructura gótica que se eleva desde el patio central. Sobre el dintel de la portada, se encuentra el escudo de la familia Mercader. El escudo que preside la puerta principal, se define en campo de gules (rojo), tres marcos de oro bien ordenados y bordura de oro con el lema ni res li fall "Nada le falta".
En la actualidad ha pasado a llamarse Palacio de los Mercader y se trata de la sede de la Unión de Cooperativas Agrícolas de Valencia.

## Enlaces externos

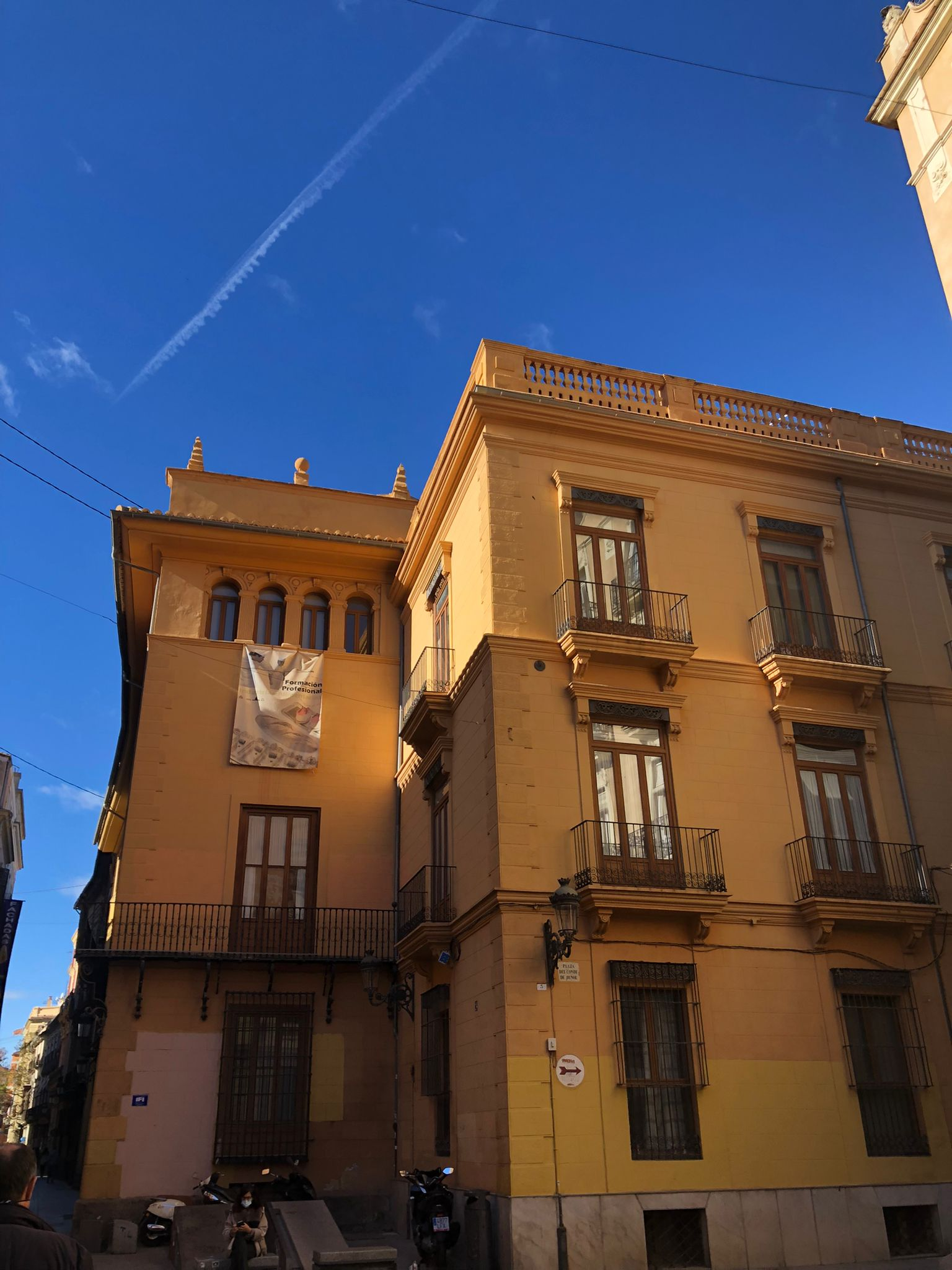
Fachada del Palacio de los Mercader